# Kalmunai
Kalmunai (syng. කල්මුනේ, tamil. கல்முனை) – miasto na Sri Lance. Według danych szacunkowych na rok 2007 liczyło 103 304 mieszkańców.